# Kápolnai pálos rendház
A kápolnai pálos rendház, az egyetlen magyar alapítású középkori szerzetesrend, a pálosok rendháza és temploma Nagyváradtól északra, a bihari hágó közelében állt.

## A pálos rend megalakulása
A renddé formálást a patacsi és a pilisi remetemozgalom előzte meg. Ez utóbbiból alakult ki a pálos rend, amelynek az élére 1246-tól a későbbi rendalapító Özséb esztergomi kanonok állt. Ő már 1256-tól priorként szerepel, kérve a pápától a Hippói Szent Ágoston szabályai szerinti élet engedélyezését. Az engedélyt jóval Özséb 1270-ben bekövetkezett halála után, 1308-ban kapták meg, amit a pápa 1329-ben megerősített. Az első remetét, Szent Pált tisztelő szerzeteseknek 1327-ben már 30 rendházuk volt.

## A nagyvárad-kápolnai rendház
Az egyre szaporodó rendházak sorában volt az 1321-ben már biztosan működő kápolnai is. Ezt a helyet Kápolnának nevezték, feltehetően a kezdetekben itt lévő épület után. A bihari hágó felé vezető utat a Csörgő-patak szeli át, aminek forrása fölötti dombon állt a rendház és a templom. Bunyitay Vince egyháztörténész szerint a Nádas-vagy Barát-hegyen 1883-ban is épületmaradványok voltak. Ezt megelőzően a jeles régész, Rómer Flóris is felkereste ezt a helyet, ahol faragott köveket és kerámiadarabokat talált. Szerinte a rend a 13. században épült kápolnáját a 14. században gótikus templommá bővítették.

## A rend rövid története
Alapítóként a rend iratai a váradi püspököt nevezik meg. Lodomér püspök (1268–1279)lehetett az, aki érdeklődött e rend iránt. Az egykori leírás szerint a körfallal körülvett rendház mellett gyümölcsös és halastó volt. A gazdasági épületek, a szálláshelyek és fürdők leírása földműveléssel, állattenyésztéssel és az utasok ellátásával is foglalkozó szerzetesekre utal. A tudományok ápolását sem hanyagolták el, ezt bizonyítja egy kápolnai szerzetes által 1474-ben írt kézirat. A kápolna helyett később épített gótikus templom létét igazolják a Bunyitay Vince által ott talált faragott kövek, melyek e stílus jegyeit hordozzák. A templom építőjét nem ismerjük, de Lukács váradi püspököt (1397–1406) a rend iratai 1398-ban a klastrom megújítójának nevezik. Az említett püspökön kívül Scolari András (1409–1426) is támogatta a pálosokat. Bechensloer püspök (1465–1468) pedig 1467-ben malomnak való helyet adott nekik a közeli Biharpüspökiben.
Ali, a szendrői pasa 1474. február 7-én váratlanul Várad alatt termett. A várost bevette, de a káptalan által védett várat nem tudta elfoglalni. A törökök bosszújukat a környék kastélyain és kolostorain töltötték ki. A falakat védő szerzetesek közül egyet megöltek, a házfőnököt és 20 társát pedig elhurcolták. Ekkor pusztult el a templom a rendházzal együtt. A templom felújítására tett adományok megmaradtak a korabeli okiratokban. Filipecz János püspök (1476–1490) a várbeli építkezései mellett a kápolnai rendházat is újraépítette. Szőlőit, szántóföldjeit valamint malmait említik az okiratok, birtokviszonyait pedig az 1552-es adóösszeírás tükrözi. A reformáció térhódításának idején a váradi várat elfoglaló Varkoch Tamás az egyházi kincseket és birtokokat lefoglalta. A kápolnai pálosok kolostora az 1557-es ostrom után még állt. Egykor hozzájuk tartozott a fugyivásárhelyi (Bihar), a szilágynagyfalui (Szilágy), a kalodvai (Arad) és feltehetően 1493 után a szentjobbi (Bihar) pálosok is.
Sorsuk az 1566. március 10-én tartott tordai országgyűlésen pecsételődött meg, ahol kitiltották a katolikusokat a fejedelemségből. Ebben az évben menekültek el, feltehetően egy felvidéki kolostorba. A 18. századi feljegyzések szerint a kápolnai szerzetesek rendházából Varkoch megerősített kastélyt építtetett magának, lehet, hogy a későbbiekben innen került elő a Varkoch-címerkő. Pusztulásénak ez lehetett a kezdete.

## A kolostor helye ma
Nagyváradtól északra a bihari hágó (Bihar község) közelében ma is megtaláljuk a forrást és a patakot, mely felett lehetett a rendház. A hosszú évtizedek óta ott lakók visszaemlékezéseiben kiásott koponyákról és pincelejáratról hallhatunk. A kolostor területén gyümölcsös van, ahol középkori cseréptöredékek kerültek a felszínre. Évekig 3 faragott kő volt ott, amivel a forrást fedték le.A terület régészeti feltárása múltunk, egyháztörténetünk alaposabb megismerését jelenthetné. Az ásatás sürgős lenne, mert az építkezések 2008-ban már elérték a gyümölcsös határát.